# Diafragma (mecanismo)

Animación de una bomba de diafragma (diafragma en color negro)

Esquema de una válvula de diafragma (membrana en color negro)

En ingeniería mecánica, un diafragma es una hoja de un material flexible anclado en su periferia, habitualmente de forma redonda. Sirve como una barrera entre dos cámaras, moviéndose ligeramente hacia arriba en una cámara o hacia abajo en la otra dependiendo de las diferencias en presión, o como un dispositivo que vibra cuando se le aplican ciertas frecuencias.

## Aplicaciones
Una bomba de membrana usa un diafragma para impulsar un fluido. Un diseño habitual consiste en disponer aire o un gas cuya presión varíe constantemente en un lado de la membrana, y un fluido en el otro lado. El aumento y la disminución de volumen causado por la acción del diafragma (combinado con dos válvulas de retorno) fuerza alternativamente al fluido a salir de la cámara y a extraer más fluido de su fuente. La acción del diafragma es muy similar a la acción de un desatascador, con la excepción de que un diafragma responde a los cambios de presión en lugar de a la fuerza mecánica del eje.
Los manorreductores utilizan diafragmas como parte de su diseño. La mayoría de los usos de gases comprimidos, por ejemplo, en soldadura a gas y oxicorte y en submarinismo dependen de los reguladores basados en diafragmas para entregar su salida de gas a las presiones adecuadas. Los motores de combustión interna requieren frecuentemente reguladores de presión de combustible, especialmente para muchos sistemas inyección, así como para vehículos alimentados con gas licuado del petróleo (autogás) y gas natural comprimido.